# Kilpisuo (Hausjärvi)
Kilpisuo (Hausjärvi) este o arie protejată (arie specială de conservare — SAC, sit de importanță comunitară — SCI) din Finlanda întinsă pe o suprafață de 333 ha, integral pe uscat.

## Localizare
Centrul sitului Kilpisuo (Hausjärvi) este situat la coordonatele 60°43′38″N 25°08′06″E / 60.7272°N 25.135°E.

## Înființare
Situl Kilpisuo (Hausjärvi) a fost declarat sit de importanță comunitară în august 1998 pentru a proteja 1 specie de animale. Situl a fost protejat și ca arie specială de conservare în aprilie 2015.

## Biodiversitate
Situată în ecoregiunea boreală, aria protejată conține 2 habitate naturale: Turbării active, Mlaștini împădurite.
La baza desemnării sitului se află o specie protejată de  mamifere: veveriță zburătoare siberiană (Pteromys volans).
Pe lângă speciile protejate, pe teritoriul sitului au mai fost identificate 3 specii de păsări.